# Liste der Monuments historiques in Mayrègne
Die Liste der Monuments historiques in Mayrègne führt die Monuments historiques in der französischen Gemeinde Mayrègne auf.

## Liste der Bauwerke
| Bezeichnung      | Beschreibung                  | Standort | Kennzeichnung | Schutzstatus | Datum | Bild           |
| ---------------- | ----------------------------- | -------- | ------------- | ------------ | ----- | -------------- |
| Friedhofskreuz   |                               | (Lage)   | PA00094380    | Inscrit      | 1926  | weitere Bilder |
| Kirche St-Pierre | Erbaut im 11./12. Jahrhundert | (Lage)   | PA00094381    | Inscrit      | 1975  | weitere Bilder |
| Turm             | Erbaut im 15. Jahrhundert     | (Lage)   | PA31000079    | Inscrit      | 2007  | weitere Bilder |